# M 90 (галактика)
Messier 90 (англ. M 90, NGC 4569, рус. Мессье 90) — спиральная галактика в созвездии Девы, расположена приблизительно 60 миллионах световых лет от нас и относится к скоплению Девы. Объект включён в Атлас пекулярных галактик. 
Галактика была открыта Шарлем Мессье в 1781 году. В отличие от большинства галактик, спектр M 90 имеет фиолетовое смещение, указывающее на то, что она приближается к нам. 
У M 90 есть спутник — неправильная галактика IC 3583.